# Takayama Chogyū

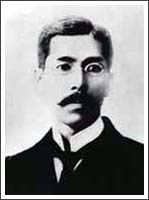
Takayama Chogyū

Takayama Chogyū (japanisch 高山 樗牛, bürgerlich: Takayama Rinjirō (高山 林次郎); * 28. Februar 1871 in Tsuruoka; † 24. Dezember 1902) war ein japanischer Autor und Literaturkritiker.
Nach dem Besuch der Oberschule in Sendai studierte Takayama an der Kaiserlichen Universität Tokio. Hier gewann er einen Literaturwettbewerb der Zeitung Yomiuri Shimbun mit der historischen Romanze Takiguchi Nyūdō (瀧口入道). Noch als Student gründete er die Literaturzeitschrift Teikoku Bungaku (帝国文学) und wurde Korrespondent des Magazins Taiyō (太陽).
Nach dem Abschluss des Studiums unterrichtete er an seiner alten Oberschule, kehrte aber bereits ein Jahr später als Mitarbeiter des Magazins Taiyō nach Tokio zurück. 1900 wurde er vom Bildungsministerium für eine Studienreise nach Europa ausgewählt, die jedoch durch den Ausbruch einer schweren Krankheit verhindert wurde.
In der Folgezeit schrieb er literatur- und kulturkritische Artikel und setzte sich mit der Philosophie Friedrich Nietzsches auseinander. In seinem letzten Lebensjahr studierte er die Werke des Nichiren, eines buddhistischen Lehrers des 13. Jahrhunderts, und verfasste mehrere Schriften über ihn.
Takayama übersetzte Goethes Die Leiden des jungen Werthers in das Japanische.
Seine Heimatstadt Tsuruoka verleiht seit 1958 den alljährlichen Takayama-Chogyū-Preis (高山樗牛賞) zur Förderung von Schriftstellern aus der Region.